# Coulterville (Illinois)
Coulterville è un villaggio degli Stati Uniti d'America, situato nello Stato dell'Illinois, nella contea di Randolph.